# 사울
사울(히브리어: שָׁאוּל 샤울)은 구약성경에 등장하는 이스라엘 왕국의 초대 멜렉(군주)이다. 기원전 11세기 후반에 통치한 것으로 이해되어왔는데, 이스라엘과 유다가 흩어져 살던 부족 사회에서 조직적인 국가 지위로의 전환기를 다스린 인물로 이해된다.
사울과 그의 통치가 실제로 이루어졌는가에 대한 문제는 기독교 신학계와 역사학계 사이에 이견이 있다. 사울은 예언자 사무엘이 기름을 부어 왕으로 세운 인물로, 기브아에서 다스렸다. 길보아산에서 벌어진 전투에서 불레셋군에게 붙잡히지 않기 위해 검으로 자살했다. 그 후계는 적장자 이스보셋과 사위 다윗 사이의 경쟁 끝에 다윗이 이었다.

## 생애

### 왕이 되다
사무엘상 9장에서 11장까지 사울이 왕으로 등극하는 과정이 기록되어있다.
사울의 아버지 키스(기스)는 사울을 하인과 함께 잃어버린 암나귀 몇 마리를 찾도록 보낸다. 이들은 고향인 기브아에서 나와 나귀를 찾다가 수브(숩) 지역으로 들어간다. 여기서 사울은 더 이상 나귀를 찾다간 아버지가 걱정할 것을 생각해 돌아갈 것을 제안한다. 사울의 하인 중 한 사람이 우리가 지금 유명한 선견자가 있는 라마 마을 근처에 있으니 가서 나귀를 어디서 찾을 수 있을지 물어볼 것을 권한다. 사무엘은 사울을 환대하고 다음날 머리에 개인적으로 기름을 부어 왕으로 임명한다.
마침 당시 이스라엘 사람들은 사무엘의 아들들이 판관임에도 뇌물을 받는 등 무능하자, 원로들은 군주제를 받아들이고 왕을 세워줄 것을 강하게 요청하고 있었다. 사무엘은 미스바로 사람들을 모아 왕을 임명한다. 사무엘은 지파와 씨족들 사이에서 우림과 둠밈을 이용해 베냐민 지파를 뽑고, 그중 마드리의 집안을 뽑고, 그 안에서 사울을 뽑는다. 사울은 짐짝 뒤에 숨어있다가 끌려나와 환대받은 뒤 많은 추종자들과 함께 기브아에 있는 자기 집으로 돌아간다. 일부 사람들은 사울이 왕으로 뽑힌데 불만을 가진다.
나하스가 이끄는 암몬 사람들이 야베스 길르앗을 포위하였다. 이스라엘 사람들은 항복의 의사를 보이나 나하스는 오른쪽 눈을 모두 뽑아내는 조건으로 항복을 받아주겠다고 답한다. 그들이 이스라엘의 다른 지파에게 이 소식을 전하는데, 기브아에 돌아가 소를 몰며 밭을 갈고 있던 사울도 이 소식을 듣는다. 사울은 소를 토막내어 이스라멜 모든 지역에 보내 자신과 사무엘을 따르지 않는다면 이처럼 될 것이라 전한다. 사울은 베젝에 모인 군대를 이끌고 전투를 벌여 암몬군을 물리친다. 백성들과 사무엘은 길갈에 모여 사울의 즉위식을 가진다.

### 전쟁을 이끌다
그의 치세 2년째에, 믹마스로 가는 길목에 불레셋이 병거 3,000대와 기병 6,000명, 보병 30,000명을 몰고 온다. 이들과 맞서 싸우기 위해 사울과 요나단은 이스라엘 군을 끌고 와 게바에 머무른다. 전투 중 사울은 그의 군대에게 아무 것도 먹지 말라고 금식을 명령한다. 하루는 사울의 아들 요나단이 자기 무기병을 데리고 블레셋인들의 전초 부대를 치러 출정했다. 그때 사울은 기브아 변두리 미그론에 있는 석류나무 아래에서 사제 아히야와 600명의 군사들과 함께 휴식을 취하며 아무것도 모르고 있었다. 요나단은 그의 무기병과 함께 절벽을 올라가 20명에 달하는 군사들을 쳐 죽였다. 그 사이 베냐민 땅 기브아에 있는 사울은 이 모습을 보고 군대를 정비하고 불레셋인들을 공격했다. 이스라엘군이 오기도 전에 불레셋인들 사이에는 저희끼리 죽이는 혼란이 일어나고 블레셋 군대에 있던 이스라엘인들도 돌아서서 한 편이 되어 불레셋인들을 공격했다. 에브라임 산지에 숨어 있던 이스라엘 사람들도 나와서 블레셋인들을 추격했고 전투는 벳 아웬 건너편까지 번져나갔다.
사울은 불레셋인들을 충분히 물리쳐 별도의 명령을 내리기 전 까지는 아무것도 먹지 말 것을 명령한다. 감리교 목회자 조셉 벤슨은 이 명령이 시간을 절약하기 위한 것이었다고 평가한다. 그러나 요나단은 이 명령을 듣지 못해 들꿀을 먹었고, 그로 인해 맹세를 어긴다. 이후 사울이 불레셋군을 끝까지 추격해야하는지 야훼에게 그 뜻을 묻는데 응답받지 못한다. 사울은 우림과 둠밈을 이용하여 그 원인이 요나단이 금식령을 어겼기 때문임을 알게 되고, 맹세한 대로 요나단을 죽이려한다. 그러나 다른 군인들의 만류로 사형하지 않고, 불레셋군을 추격하지 않고 돌아간다. 이를 두고 금식으로 인해 약해진 탓에 더 추격하지 못했다고 보는 시각도 존재한다.
사울은 이외에도 모압, 암몬, 에돔, 르홉 아람, 소바, 아말렉인들과의 전쟁에서 승리한다. 성경은 "싸울 때마다 승리하였다"고 기록한다. 21만 대군을 이끌고 아말렉을 공격해 아말렉을 이집트로 완전히 쫓아버리고 아말렉의 왕 아각을 처형하기도 하였다.

### 버림받음

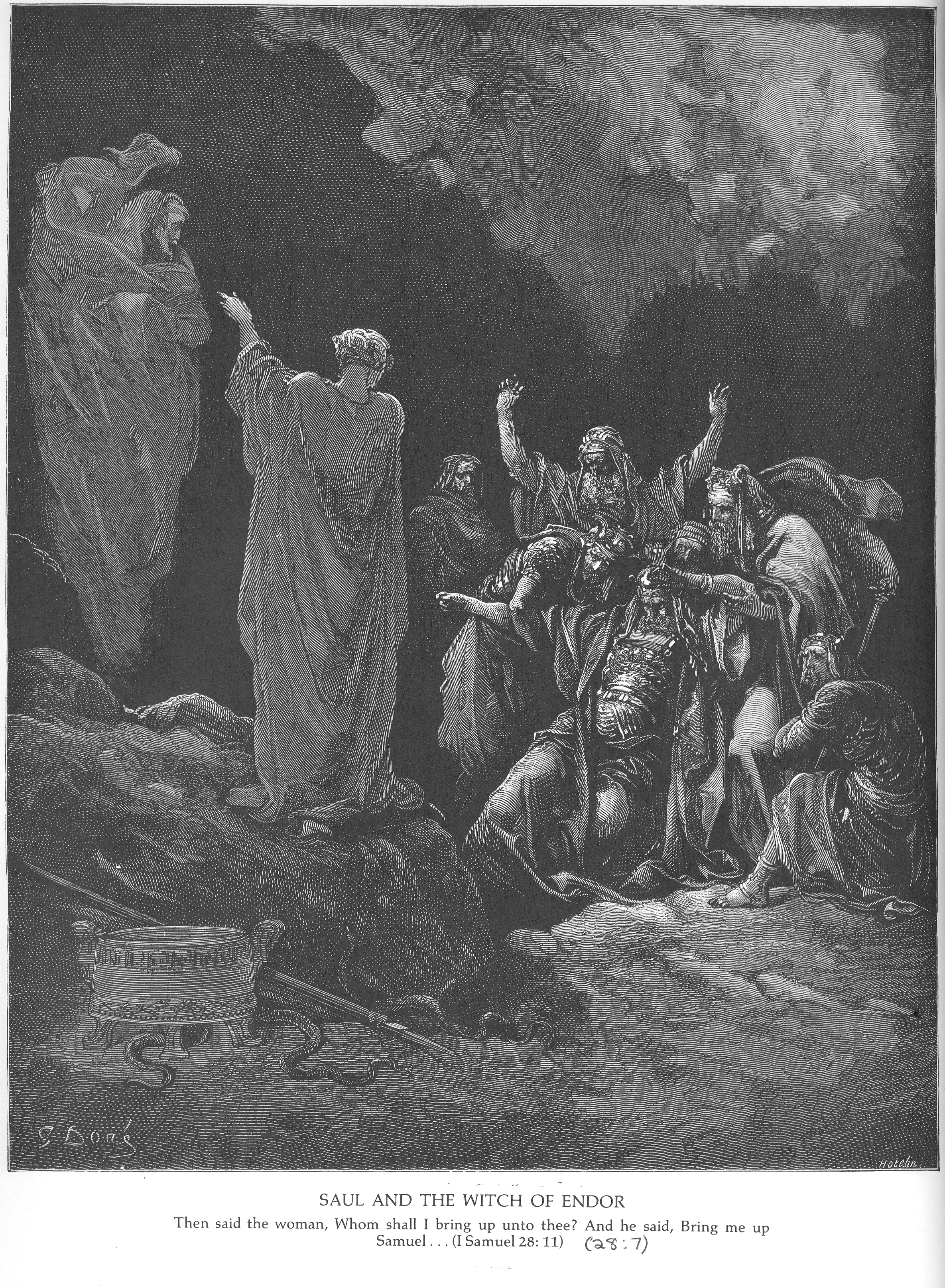
엔돌의 무녀와 사울. 귀스타브 도레.

사울이 믹마스에서 불레셋군의 규모를 보고 불안해할 때, 사무엘은 자신이 이레 안에 도착해 제사를 드리겠다고 말한다. 그러나 사무엘이 아무런 언질도 없이 일주일간 모습을 드러내지 않아 병사들이 불안에 떨자, 사울은 화목제를 드리며 전투를 준비한다. 사울이 제사를 마치려고 할 때 사무엘이 도착하여 자신의 지시를 따르지 않은 것을 꾸짖으며 야훼가 다른 사람을 지도자로 삼았다고 말한다.
또 사울은 아말렉 사람들과의 전쟁에서 승리한다. 이 때 사무엘을 통해 모든 소유를 남기지 말고 모두 진멸하라는 명을 받았음에도 불구하고, 좋고 가치있는 가축들을 약탈해 돌아온다. 또한 아말렉 사람들과 섞여 살았지만 이스라엘에 우호적이었던 겐 족속들에게 미리 언질하여 아말렉의 땅을 떠나도록 조언한다.
사무엘은 순종이 번제와 제사보다 낫고 듣는 것이 숫양의 기름보다 낫다면서, 왕이 야훼의 명령을 어겼으니 야훼도 왕을 버렸다고 말한다. 사울은 백성을 두려워하여 그 말을 따랐기 때문이었다고 용서를 구하며 사무엘의 겉옷을 잡는데, 사무엘이 이를 뿌리치며 겉옷이 찢어진다. 사무엘은 왕국 역시 찢어질것이며, 야훼는 마음을 돌이키지 않는다고 말한다. 사무엘은 아각을 처형한다. 이후 사무엘은 죽는 날까지 사울을 만나지 않는다.

### 행적
이후 사무엘은 베들레헴에서 다윗을 새 왕으로 세운다. 다윗이 골리앗을 무찌르는 등 전공을 거두자 사울은 다윗을 종으로 삼았고, 계속 블레셋과 싸우면서 자신의 종이 된 다윗을 내보내 블레셋을 무찌른다. 그러나 백성들은 다윗의 전공을 사울의 전공보다 높다 하며 "사울이 죽인 자는 천천이고, 다윗이 죽인 자는 만만이다"는 내용의 노래를 부르기까지 한다. 이에 사울은 다윗을 죽이려 했으나 실패했다.
이후 블레셋 왕 아기스의 대공격으로 아들 요나단, 아비나답, 말기수아 등을 길보아 산에서 잃고 결국 블레셋에게 포위되자 자살했다.

## 역사성
역사학계에서는 사울의 통치에 대한 성경 외적 근거가 불충분하다는 등의 이유로 '이스라엘의 통치자'로서의 사울의 존재를 인정하지 않는 것이 일반적이다. 통일 이스라엘 왕국의 존재 역시 고고학적으로 입증되었다고 믿는 학자들이 있는 반면, 이스라엘 핑켈슈타인 등의 학자들은 이념적으로 창작된 것으로 본다.

## 가계
- 아히노암
  - 요나단
  - 아비나답
  - 말기수아
  - 이스보셋
  - 이스위
  - 메랍
  - 미갈

## 사울이 이끈 전투
- 야베스 길앗 전투
- 믹마스 전투
- 아말렉 전투
- 길보아 전투

## 같이 보기
- 이스라엘의 군주
- 사도 바울로